# Model konkurencyjnego wypierania
Model konkurencyjnego wypierania (model podwójnego klina)- zakłada, że po pojawieniu się nowego taksonu jego liczebność i zróżnicowanie mogą rosnąc wraz z równoczesną redukcja tych samych wartości dla jego biologicznie najbliższego kuzyna lub potencjalnie najgroźniejszego rywala. 
Jako przykład można podać przypadek gadów triasowych i dinozaurów. Powstałe wcześniej gady były w drugiej połowie triasu stopniowo wypierane i zastępowane przez dinozaury.  